# سیارک ۱۸۸۳۶
سیارک ۱۸۸۳۶ (به انگلیسی: 18836 Raymundto، نامگذاری:1999NM62) هجده هزار و هشتصد و سی و ششمین سیارک کشف شده‌است که در ۱۳ ژوئیه ۱۹۹۹ کشف شد.
قدر مطلق سیارک برابر ۱۱.۷ است.